# Властелинът на пръстените
 Тази статия е за романа.  За филма вижте Властелинът на пръстените (филм).  
„Властелинът на пръстените“ (на английски: The Lord of the Rings) е епичен фентъзи роман от английския писател Дж. Р. Р. Толкин, писан в периода от 1937 до 1949 година. Представлява книга от обемен цикъл за Средната земя, продължение на неговата книга „Хобитът“ и описва подробно събитията, очертани в последната част на „Силмарилион“ – „За Всевластните пръстени и Третата епоха на света“.
Формално романът се състои от шест книги и шест допълнения, а също и подробен указател на всяко име, място и всички по-важни дати от развитието на действието. Отначало е бил издаден в три тома, по две книги в том, и именно това разделение се е наложило по-късно – много често романът бива смятан за трилогия от три тома: „Задругата на пръстена“, „Двете кули“ и „Завръщането на краля“. Шестте книги по начало нямат отделни имена; за по-късно тяхно издание, след смъртта на Толкин, по спомени и бележки за негови мнения са били подбрани имената „Завръщането на сянката“, „Задругата на пръстена“, „Предателството на Исенгард“, „Пътуването към Мордор“, „Войната на пръстена“ и „Завръщането на краля“. 
Първото издание на книгата е през 1954 – 1955 г. и оттогава е преиздаван многократно и публикуван на над 40 езика. Въпреки огромния си обем, книгата е само последната (хронологически) част от значително по-голям митологичен цикъл, върху който Толкин работи от 1917 г. до смъртта си. Върху нея са оказали влияние широките познания на автора в областта на митологията, филологията, религията, лингвистиката, някои по-ранни литературни произведения, а също и личните преживявания на Толкин през Първата световна война. Сериозно отражение дава и фактът, че по-голямата част от нея е писана през времето на Втората световна война. Книгата оказва голямо влияние върху съвременния жанр фентъзи и немалко изследователи считат, че именно произведенията на Толкин са първоизточника на жанра. Значително количество от творбите в този жанр използват теми, образи или елементи, създадени или популяризирани от Толкин в тази книга или другаде в неговия митологичен цикъл, свързан с нея.
Популярността на книгата е голяма и препратките към нея са често срещани в съвременната култура. Съществуват многобройни общности на фенове на Толкин, неговото творчество и героите му, а публикуваните книги на тема Толкин и „Властелинът на пръстените“ превишават в десетки пъти обема на самия роман. От него са вдъхновени много разкази, повести, романи, видеоигри, картини, скулптури, музикални творби. Книгата е адаптирана много пъти за радиопиеси, театрални постановки и филми.

## Сюжет
Внимание:  Текстът по-долу разкрива сюжета на произведението (или части от него)!

### Предистория
Основата на историята започва хиляди години преди събитията в книгата, с надигането на епонима ѝ – Властелинът на пръстените, Мрачният господар Саурон – зловещ въплътен дух с огромна свръхестествена сила.
В края на Първата епоха (Толкин) на Средната земя е разгромен и прогонен върховният властелин на злото Моргот, който е бил смятан по начало за един от Валарите, „боговете“ на света. Саурон, един от Маярите, който по това време е само негов слуга, успява да оцелее и да избегне изгнанието, и започва да търси начини да разпростре властта си над Средната земя. Маскиран в красива телесна форма, под името „Анатар“ (Властелин на даровете), той научава Келебримбор и другите елфически ковачи от Ерегион как да изковат Пръстените на властта – магически пръстени, които дават сила и умения на носещите ги, и имат определени ефекти върху тях.
След това обаче той изковава тайно свой собствен пръстен, Единственият пръстен, чрез който може да пороби носителите на другите Пръстени на властта. Планът му се проваля, когато елфите научават за него, и скриват своите пръстени – Трите Пръстена, изковани от Келебримбор без чужда помощ. Саурон повежда война срещу тях, превзема Ерегион и пленява шестнайсет пръстена. Раздава седем от тях на господарите на Джуджетата, и девет на кралете на хората; тези пръстени стават известни като Седемте пръстена и Деветте пръстена. Властелините на джуджетата се оказват твърде корави, за да могат да бъдат поробени; вродената им страст към богатства, и най-вече злато, обаче се засилва, и по този начин те се скарват по-лесно с другите раси. Хората, които притежават Деветте пръстена, получават привидно безсмъртие, но с времето биват покварени, и се превръщат в Назгулите – Духовете на Пръстена, най-страховитите му слуги. Трите пръстена обаче остават у елфите. Войната свършва, когато хората от островната държава Нуменор пристигат на помощ на елфите, и силите на Саурон се отдръпват навътре в Ериадор. През това време той продължава да контролира Средната земя, с изключение на Имладрис и Сивите заливи.
Хиляда и петстотин години по-късно до краля на Нуменор Ар-Фаразон достига новината, че Саурон се кичи с титлата „господар на Средната земя“. Това провокира Ар-Фаразон, и му дава повод да демонстрира могъществото на Нуменор. Той пристига на Средната земя с такива сили, че армиите на Саурон се разбягват пред тях без бой. Изоставен, Саурон се предава на нуменорейците, и е закаран на Нуменор като „затворник“. Тогава той започва да отравя умовете на нуменорейците, и да ги настройва срещу Валарите – и така задвижва събитията, които довеждат до разрушаването на Нуменор. Той покварява ума на краля, като го излъгва, че стъпи ли на Аман – Благословените земи, където се намира Валинор, царството на Валарите, ще получи безсмъртието на елфите. Изплашен от настъпващата старост, Ар-Фаразон повежда срещу Благословените земи и Валинор най-голямата армия, виждана от Войната на Гнева. Когато обаче слизат на брега на Аман, той и армията му са затрупани от огромно свлачище, и ще останат погребани там до последната битка в Толкиновата есхатология. Манве, Кралят на Валарите, се обръща към Илуватар (Бога), който отваря огромна пропаст в морето, потопява Нуменор, и изважда Благословените земи извън смъртния свят. Разрушението на Нуменор унищожава тялото с красива и обаятелна външност на Саурон, и духът му се връща в Мордор, където след дълги опити успява да си създаде ново – черно, изгарящо като огън (въпреки че не гори) и ужасяващо.
Около 100 години по-късно той атакува групата нуменорейски изгнаници, наречени Верните, които не са се присъединили към похода на Ар-Фаразон, успели са да избягат навреме от Нуменор и са се заселили на Средната земя. Изгнаниците, водени от Елендил и синовете му Исилдур и Анарион, успяват да се подготвят. Те сключват с краля на елфите Гил-галад Последния съюз между елфи и хора, потеглят на поход срещу Мордор, побеждават армиите на Саурон в битка на платото Дагорлад, навлизат в Мордор и обсаждат кулата на Саурон, Барад-дур. Изминават седем години на обсада, през които Анарион е убит. Накрая самият Саурон се принуждава да излезе и да поведе двубой срещу водачите на съюза. И двамата, Гил-галад и Елендил, загиват, и Нарсил, мечът на Елендил, се счупва под тялото му. Саурон обаче също загива, и Исилдур отсича Единствения пръстен от ръката му с парче от Нарсил. Лишено от Пръстена, тялото на Саурон се разпада, и духът му отлита и не успява да се въплъти за много столетия напред. Исилдур е посъветван да унищожи Единствения пръстен по единствения възможен начин – да го хвърли във вулкана Ородруин, известен още като Съдбовния връх, където Саурон го е изковал. Исилдур обаче отказва, привлечен от красотата на Пръстена, и решава да го запази като компенсация за смъртта на баща си и брат си.
Така на Средната земя започва Третата епоха. Две години по-късно, докато пътува към Ломидол, Исилдур и войниците му са нападнати от банда орки. Почти целият отряд на Исилдур е избит; той успява да се измъкне, като надява Пръстена, който прави носещите го смъртни невидими, и се хвърля във Великата река Андуин. Докато той плува обаче, Пръстенът се изплъзва от пръста му, и така го предава (прави го видим). Исилдур е убит от стрелите на орките, и Пръстенът остава в неизвестност в течение на две хилядолетия. След това случайно го намира хобит на име Деагол. Неговият роднина и приятел Смеагол го удушава, за да му вземе Пръстена, и бива прогонен от дома си от държащата властта в рода негова баба. Смеагол избягва към Мъгливите планини, и се скрива да живее в дълбока пещера под тях, където постепенно се превръща в отблъскващо създание, наричано Ам-гъл.
В „Хобитът“, който описва събития 60 години преди тези във „Властелинът на пръстените“, Толкин разказва историята на привидно случайното намиране на този пръстен от друг хобит, Билбо Бегинс, който го отнася в дупката си Торбодън. Разказаната в „Хобитът“ приказка е била написана преди „Властелинът на пръстените“, и едва по-късно авторът развива магическия пръстен на Билбо в Единствения пръстен. В нея нито Билбо, нито магьосникът Гандалф се досещат, че магическото пръстенче на Билбо всъщност е Единственият Пръстен на Мрачния господар Саурон.

### Историята
„Властелинът на пръстените“ започва разказа 60 години след събитията, случили се в „Хобитът“. Първият том, „Задругата на пръстена“, започва с това как Фродо Бегинс, осиновеният наследник на Билбо Бегинс, получава магическия пръстен на Билбо. Старият приятел на Билбо, магьосникът Гандалф Сивия, открива, че този пръстен е Единственият пръстен – инструментът на могъществото на Саурон, и най-търсената от него вещ през почти цялата Трета епоха. Пръстен, който покварява околните чрез желанието им за него и за властта, която той носи.
Саурон изпраща зловещите Духове на пръстена, маскирани като ездачи в черно, към Графството, родните места на Фродо, за да открият Пръстена. Фродо успява да се измъкне с помощта на верния му градинар Сам и трима близки приятели, Мери Брендифук, Пипин Тук и Шишко Болгер. Докато Шишко играе ролята на примамка, Фродо и другите тръгват на пътешествие, за да отнесат Пръстена в елфическото владение Ломидол. Те получават помощ от тайнствения Том Бомбадил, който ги спасява от Стария Върбалан и от Могилните твари, и им дава убежище за няколко дни. В градчето Брее към компанията на Фродо се присъединява човек, наричан Бързоход. Фродо разбира от писмо от Гандалф, предадено му от ханджията в Брее, че това всъщност е Арагорн, наследникът на Арнор и Гондор, две велики кралства, основани от изгнаниците-нуменорейци. По молба на Гандалф Арагорн превежда хобитите до Ломидол. При схватка по време на пътуването Фродо е тежко ранен от водача на Духовете на пръстена, но успява да се възстанови в Ломидол под грижите на владетеля му, полуелфът Елронд.
В Ломидол хобитите научават също и че силите на Саурон могат да срещнат отпор единствено ако Арагорн поеме наследството си и изпълни древно пророчество, като приеме меча Андурил, изкован от парчетата на Нарсил – мечът, отрязал Пръстена от ръката на Саурон през Втората епоха. Висш съвет, съставен от представители на големите раси на Средната земя – елфи, хора и джуджета – и председателстван от Елронд, решава, че единственият начин Средната земя да бъде спасена е Пръстенът да бъде унищожен, като бъде занесен в Мордор и хвърлен във вулкана Ородруин, наричан още Съдбовния връх, където е бил изкован.
Фродо поема доброволно тази задача. За да му бъде в помощ е създадена т.нар. Задруга на пръстена – самият Фродо, Гандалф, Арагорн, Боромир от Гондор, джуджето Гимли, елфът Леголас и тримата му спътници – хобити. Пътят им ги превежда през мините на Мория, където са следвани от отвратителното създание Ам-гъл, когото Билбо е срещнал в пещерите на гоблините в Мъгливите планини преди години. (Историята на срещата им е разказана в „Хобитът“.) Преди Пръстенът да премине у Билбо, Ам-гъл го е притежавал дълго време. Гандалф обяснява, че Ам-гъл някога е принадлежал към род, сроден на хобитите, преди да открие Пръстена, и той да го поквари. Заробен от злата сила на Пръстена, Ам-гъл отчаяно търси начини да си върне „Безценното“. Докато минават през мините, Пипин неволно издава присъствието им, и компанията е атакувана от създания на Саурон. Гандалф влиза в битка с огромен подземен огнен демон – Балрог и пада заедно с него в дълбока пропаст, очевидно загивайки. Задругата се измъква от Мория, и под водачеството на Арагорн стига до елфическото кралство Лотлориен. Там владетелката Галадриел показва на Фродо и Сам видения от миналото, настоящето и бъдещето. Фродо вижда Окото на Саурон (форма на представяне на Саурон), и на Галадриел, съблазнявана от Пръстена. На края на първия том, след пътуване надолу по Великата река Андуин, Фродо решава да продължи пътуването към Мордор сам, заради нарастващото влияние на Пръстена върху Боромир и останалите от Задругата. Верният Сам обаче успява да дойде заедно с него.
Във втория том, „Двете кули“, сюжетът се разделя на две линии, на които е посветена по една от книгите. В първата останалите от Задругата помагат на кралството Рохан в сражението му срещу надигащата се опасност от страна на Саруман, водач на Ордена на вълшебниците, който предава Ордена и пожелава Пръстена за себе си. В началото на книгата Мери и Пипин са пленени от банда орки, Боромир умира, докато ги защитава, а Арагорн, Гимли и Леголас тръгват да преследват похитителите. Тримата срещат Гандалф, който е убил Балрога, и също е напуснал света на смъртните, но е бил върнат (прероден) от Силите на света, като Гандалф Белия, за да изпълни задачата си докрай. В края на първата книга четиримата помагат за победата над Сарумановата армия в Битката при Рогоскал. Саруман през това време е обграден от дървоподобните Енти и Хуорни, придружени от Мери и Пипин, които са избягали от плена.
Другата сюжетна линия разказва за премеждията на Фродо и Сам по пътя към Съдбовния връх. Те успяват да уловят и „опитомят“ Ам-гъл, който им показва начин да се вмъкнат в Мордор тайно, през път, който не минава през Черната порта – но през страховитите околности на Минас Моргул. На края на книгата Ам-гъл предава Фродо на големия паяк Корубана. Фродо оцелява, но е пленен от орките. Междувременно Саурон започва открита война в Средната земя, като изпраща водача на Духовете на пръстена да поведе армията на Минас Моргул срещу Гондор – Войната на Пръстена.
В третия том „Завръщането на краля“ отново двете книги проследяват двете сюжетни линии. В първата Гандалф, Арагорн и останалите от Задругата помагат в последните битки срещу армията на Саурон – обсадата на кулата-град Минас Тирит в Гондор, и върховната последна битка на живот и смърт пред Черната порта на Мордор, където съюзените сили на Гондор и Рохан се бият отчаяно срещу армиите на Саурон, за да отвлекат вниманието му от Пръстена, и да дадат на Фродо време да го унищожи.
Във втората книга Сам спасява Фродо от плена. След много трудности те достигат до Съдбовния връх, преследвани от Ам-гъл. Изкушението на Пръстена се оказва твърде силно за Фродо, и той го взима за себе си. Ам–гъл обаче го напада, и успява да отхапе Пръстена, заедно с 1/3 от пръста на лявата му ръка. Отвратителното същество си мисли, че е победило заедно с „безценното си“ в ръце. Фродо го напада и успява да го избута, но се подхлъзва и пада. Смелият хобит се хваща за ръба на скалата, върху която е бил и Сам го издърпва. Ам–гъл пада в лавата заедно с Единствения пръстен. Ам–гъл умира, а Пръстена е унищожен завинаги и всички мрачни сили биват унищожени.
Най-сетне Саурон е унищожен, и Арагорн е коронован за крал. Саруман обаче успява да се измъкне и да завладее за кратко Графството, преди спътниците на Фродо да организират хобитите за победна схватка срещу него. Накрая Фродо остава с незараснала рана, и телом и духом, и придружен от Билбо, отива на Запад, през морето към Валинор, където може да намери покой.
Според графика на Толкин, описаните в книгата събития се случват между поканата на Билбо за неговия 111-и рожден ден на 22 септември 3001 г. от Третата епоха, и завръщането на Сам в Торбодън на 6 октомври 3021 г. Повечето от описаните събития се случват през 3018 и 3019 г. Фродо напуска Торбодън на 23 септември 3018 г., а пръстенът е унищожен шест месеца по-късно, на 25 март 3019 г.